# إدي باترسون
إدي باترسون (بالإنجليزية: Eddie Patterson)‏ هو مدرب كرة قدم ولاعب كرة قدم بريطاني في مركز الوسط، ولد في 22 سبتمبر 1968. لعب مع نادي كليفتونفيل.

## وصلات خارجية
- إدي باترسون على موقع قاعدة بيانات كرة القدم.إي يو (الإنجليزية)